# Itoplectis viduata
Itoplectis viduata är en stekelart som först beskrevs av Johann Ludwig Christian Gravenhorst 1829.  Itoplectis viduata ingår i släktet Itoplectis och familjen brokparasitsteklar. Arten är reproducerande i Sverige. Inga underarter finns listade i Catalogue of Life.